# 小荳荳電視台
《小荳荳電視台》（日语：トットてれび），日本女藝人黑柳徹子創作的自傳隨筆集，是繼暢銷並造成話題的《窗邊的小荳荳》後，接續描述黑柳長大後考進NHK電視台的故事，1984年10月由新潮社發行。
1987年8月，由東寶電影公司翻拍為真人版電影；2016年4月，由日本放送協會翻拍為週六連續劇時段的電視劇。

## 電影版
《小荳荳電視台》（日语：トットてれび），1987年8月1日由東寶電影公司製作、發行，改編自黑柳徹子自傳式隨筆的真人版電影。此片為齊藤由貴的第三部主演作品。宣傳語為「我是好奇心的貪吃鬼」。

### 主要演員
- 柴柳徹子：齊藤由貴
- 西里涼子：渡邊典子
- 中村香織：村上里佳子（日语：村上里佳子）
- 橫井美保：網濱直子
- 黑澤圭一郎：高嶋政宏
- 今泉光二：堀廣道
- 中野瑛子：久野綾希子
- 沖田敬：寺田農
- 永井等：三浦洋一
- 岡山龍二：植木等
- 土橋欣士郎：內田朝雄
- 新橋的人妖：高橋長英
- 五代幸代：林優枝
- 山之内淑恵：佐佐木勝彥
- 旁白：黑柳徹子

### 幕後人員
- 製作：富山省吾
- 原著：黑柳徹子（新潮社）
- 導演、編劇：大森一樹
- 剪輯：池田美千子
- 副導演：米田興弘
- 配樂：橿渕哲郎
- 插曲：齊藤由貴《雨に唄えば》（波麗佳音）

## 電視劇版
《小荳荳電視台》，2016年4月至同年6月於日本NHK電視台週六連續劇時段（20:15 - 20:43，JST）播出的電視連續劇，改編自黑柳徹子同名隨筆作品，由中園美保編劇，滿島光主演，黑柳徹子本人在此劇飾演100歲的自己。知名的渥美清、向田邦子等人亦在劇中登場。
滿島光以此劇獲得日本CONFiDENCE日劇大獎最佳女主角獎。

### 概要
從小古靈精怪、調皮無厘頭的小荳荳（滿島光 飾），看見了劃世代的新產物─「電視機」，因而對電視機裡的世界產生了強烈的好奇心。某天，在報紙上看到NHK電視台招募新人而決定報考，並從6000名應試者脫穎而出，然而她卻因聲音太過突出，總是無法成為正式班底。但在不斷的挫折和眾人嘲笑聲中，樂觀開朗的小荳荳最終征服了NHK，成為全日本皆知的電視人、節目主持人…。

### 主要演員
- 黑柳徹子：滿島光（百歲的徹子：黑柳徹子；7歲、11歲的徹子：豐島花）[3]
- 渥美清：中村獅童[3]
- 向田邦子：Mimula[3]
- 伊集院：濱田岳[3]
- 黑柳朝：安田成美[3]
- 飯澤匡（日语：飯沢匡）：大森南朋[3]
- 大岡龍男：武田鐵矢[3]
- 黑柳守綱（日语：黒柳守綱）：吉田榮作（日语：吉田栄作）[3]
- 澤村貞子（日语：沢村貞子）：岸本加世子（日语：岸本加世子）[3]
- 森繁久彌（日语：森繁久彌）：吉田鋼太郎[3]
- 永六輔：新井浩文
- 中華飯店的王主廚：松重豐
- 里見京子（日语：里見京子）：福田彩乃
- 橫山道代（日语：横山道代）：菊池亞希子
- 笠置志津子（日语：笠置シヅ子）：中納良惠（EGO-WRAPPIN'）（第1話）[4]
- 坂本九：錦戶亮（第2話、第3話）[5]
- 植木等（日语：植木等）：坪倉由幸（日语：坪倉由幸）（第3話、第4話）
- 花肇（日语：ハナ肇）：杉山裕之（日语：杉山裕之）（第3話、第4話）
- 谷啓（日语：谷啓）：谷田部俊（日语：谷田部俊）（第3話、第4話）
- 「年輕的季節」的導演：北村有起哉（日语：北村有起哉）（第3話）
- 犯人‧橘：志賀廣太郎（日语：志賀廣太郎）（第3話）
- 篠山紀信：青木崇高（第4話）
- 查理·卓別林：三浦大知（第4話）
- 青森的奶奶：木野花（日语：木野花）（第4話）
- 攝影師：瀧皮爾（最終回）
- 製作人：岩尾望（第5話）
- 製作人：松田龍平（最終回）

### 幕後人員
- 原著：黑柳徹子
- 劇本：中園美保
- 旁白（熊貓）：小泉今日子
- 導演：井上剛（日语：井上剛 (演出家)）、川上剛、津田溫子
- 音樂：Sachiko M、大友良英、江藤直子
- 製作人：訓覇圭（日语：訓覇圭）、高橋練（日语：高橋練）
- 出品：NHK

### 相關商品
- 《トットてれび》DVD-BOX（2016年11月23日，PONY CANYON、PCBE-55487）[6]

### 獎項
- 第4回CONFiDENCE日劇大獎最佳女主角獎：滿島光
- 2016年CONFiDENCE日劇大獎年間大賞最佳女主角獎：滿島光
- 第89回日劇學院賞最佳導演獎：井上剛、川上剛、津田溫子
- 第43回放送文化基金賞（日语：放送文化基金賞）
  - 最優秀賞(電視劇節目)
  - 演技賞：滿島光
- 第54回銀河賞電視部門個人獎：滿島光[7][8][9]

### 播出日程與收視率
| 集數                                                   | 播出日期 | 標題                                         | 導演          | 收視率 | 特別插曲/演唱人                       |
| ------------------------------------------------------ | -------- | -------------------------------------------- | ------------- | ------ | ------------------------------------- |
| 1                                                      | 4月30日  | 電視頭號女演員黑柳徹子的歡笑與淚水之青春故事 | 井上剛        | 10.1%  | 買い物ブギ / 中納良惠（EGO-WRAPPIN'） |
| 2                                                      | 5月7日   | 昂首向前走                                   | 井上剛        | 11.2%  | 上を向いて歩こう / 錦戶亮             |
| 3                                                      | 5月14日  | 直播是接連不斷的混亂場面！                   | 井上剛        | 9.4%   | スーダラ節 / 小荳荳電視台主要演員     |
| 4                                                      | 5月21日  | 徹子，變身！洋蔥頭誕生                       | 川上剛 井上剛 | 8.7%   | New York, New York / 滿島光、三浦大知 |
| 5                                                      | 6月4日   | 向田邦子與徹子‧友情的故事                    | 津田溫子      | 10.1%  | 無                                    |
| 6                                                      | 6月11日  | 我的哥哥‧渥美清                              | 井上剛        | 8.2%   | 男はつらいよ / 中村獅童               |
| 最終回                                                 | 6月18日  | 徹子與森繁的鬥嘴：來一次吧！                 | 井上剛        | 8.4%   | 知床旅情 / 吉田鋼太郎                 |
| 平均收視率9.4%（收視率由Video Research於關東地區統計） |          |                                              |               |        |                                       |

## 外部連結
- NHK電視台官方網站 （日語）

## 節目變遷
| 日本NHK電視台 NHK週六電視劇                   | 日本NHK電視台 NHK週六電視劇        | 日本NHK電視台 NHK週六電視劇 |
| --------------------------------------------- | ---------------------------------- | --------------------------- |
|                                               | 小荳荳電視台 （2016.4.30 - 6.18）  |                             |
| 搭乘愛的三陸列車去旅行！ （2016.2.27 - 3.12） | 夏目漱石之妻 （2016.9.24 - 10.15） |                             |